# New York Film Critics Circle Awards 1936
La 2ª edizione della cerimonia dei New York Film Critics Circle Awards si è tenuta il 24 gennaio 1937 ed ha premiato i migliori film usciti nel corso del 1936.

## Vincitori e candidati

### Miglior film
- È arrivata la felicità (Mr. Deeds Goes to Town), regia di Frank Capra
- Furia (Fury), regia di Fritz Lang
- Infedeltà (Dodsworth), regia di William Wyler
- Sotto i ponti di New York (Winterset), regia di Alfred Santell

### Miglior regista
- Rouben Mamoulian - Notti messicane (The Gay Desperado)
- William Wyler - La calunnia (These Three) e Infedeltà (Dodsworth)
- Fritz Lang - Furia (Fury)

### Miglior attore protagonista
- Walter Huston - Infedeltà (Dodsworth)
- Spencer Tracy - San Francisco
- Gary Cooper - È arrivata la felicità (Mr. Deeds Goes to Town)

### Miglior attrice protagonista
- Luise Rainer - Il paradiso delle fanciulle (The Great Ziegfeld)
- Ruth Chatterton - Infedeltà (Dodsworth)
- Norma Shearer - Giulietta e Romeo (Romeo and Juliet)

### Miglior film in lingua straniera
- La kermesse eroica (La Kermesse héroïque), regia di Jacques Feyder • Francia
- Toni, regia di Jean Renoir • Francia